# Younes Hakimi
Younes Hakimi (arab. يونس حكيمي, ur. 19 grudnia 1985) – marokański piłkarz, grający jako pomocnik w JS de Kasba Tadla, którego jest kapitanem.

## Kariera klubowa

### Początki
Jako junior grał w Rachadzie Bernoussi oraz Racingu Casablanca.

### JS de Kasba Tadla
Jako senior grał w JS de Kasba Tadla. W sezonie 2010/2011 zagrał 10 meczów w GNF 1, a w sezonie 2016/2017 w tych samych rozgrywkach wystąpił w 17 meczach i raz trafił do siatki.

### Dalsza kariera
20 sierpnia 2018 roku przyszedł do Amalu Tiznit. 8 sierpnia 2019 roku podpisał kontrakt z Chababem Ben Guerir. 19 stycznia 2020 został graczem Fath Ouislane. 1 sierpnia 2021 roku powrócił do JS de Kasba Tadla.